# Guaiagorgia
Guaiagorgia is een geslacht van neteldieren uit de klasse van de Anthozoa (bloemdieren).

## Soort
- Guaiagorgia anas Grasshoff & Alderslade, 1997